# Liste du patrimoine immobilier classé de la province de Liège
Cette page recense l'ensemble des listes des monuments classés de la province belge de Liège.
- Liste du patrimoine immobilier classé d'Amay
- Liste du patrimoine immobilier classé d'Amel
- Liste du patrimoine immobilier classé d'Ans
- Liste du patrimoine immobilier classé d'Anthisnes
- Liste du patrimoine immobilier classé d'Aubel
- Liste du patrimoine immobilier classé d'Awans
- Liste du patrimoine immobilier classé d'Aywaille
- Liste du patrimoine immobilier classé de Baelen
- Liste du patrimoine immobilier classé de Bassenge
- Liste du patrimoine immobilier classé de Berloz
- Liste du patrimoine immobilier classé de Beyne-Heusay
- Liste du patrimoine immobilier classé de Blégny
- Liste du patrimoine immobilier classé de Braives
- Liste du patrimoine immobilier classé de Büllingen
- Liste du patrimoine immobilier classé de Burdinne
- Liste du patrimoine immobilier classé de Burg-Reuland
- Liste du patrimoine immobilier classé de Bütgenbach
- Liste du patrimoine immobilier classé de Chaudfontaine
- Liste du patrimoine immobilier classé de Clavier
- Liste du patrimoine immobilier classé de Comblain-au-Pont
- Liste du patrimoine immobilier classé de Crisnée
- Liste du patrimoine immobilier classé de Dalhem
- Liste du patrimoine immobilier classé de Dison
- Liste du patrimoine immobilier classé de Donceel
- Liste du patrimoine immobilier classé d'Engis
- Liste du patrimoine immobilier classé d'Esneux
- Liste du patrimoine immobilier classé d'Eupen
- Liste du patrimoine immobilier classé de Faimes
- Liste du patrimoine immobilier classé de Ferrières
- Liste du patrimoine immobilier classé de Fexhe-le-Haut-Clocher
- Liste du patrimoine immobilier classé de Flémalle
- Liste du patrimoine immobilier classé de Fléron
- Liste du patrimoine immobilier classé de Geer
- Liste du patrimoine immobilier classé de Grâce-Hollogne
- Liste du patrimoine immobilier classé de Hamoir
- Liste du patrimoine immobilier classé de Hannut
- Liste du patrimoine immobilier classé de Héron
- Liste du patrimoine immobilier classé de Herstal
- Liste du patrimoine immobilier classé de Herve
- Liste du patrimoine immobilier classé de Huy
- Liste du patrimoine immobilier classé de Jalhay
- Liste du patrimoine immobilier classé de Juprelle
- Liste du patrimoine immobilier classé de Kelmis
- Liste du patrimoine immobilier classé de Liège
- Liste du patrimoine immobilier classé de Lierneux
- Liste du patrimoine immobilier classé de Limbourg
- Liste du patrimoine immobilier classé de Lincent
- Liste du patrimoine immobilier classé de Lontzen
- Liste du patrimoine immobilier classé de Malmedy
- Liste du patrimoine immobilier classé de Marchin
- Liste du patrimoine immobilier classé de Modave
- Liste du patrimoine immobilier classé de Nandrin
- Liste du patrimoine immobilier classé de Neupré
- Liste du patrimoine immobilier classé d'Olne
- Liste du patrimoine immobilier classé d'Oreye
- Liste du patrimoine immobilier classé d'Ouffet
- Liste du patrimoine immobilier classé d'Oupeye
- Liste du patrimoine immobilier classé de Pepinster
- Liste du patrimoine immobilier classé de Plombières
- Liste du patrimoine immobilier classé de Raeren
- Liste du patrimoine immobilier classé de Remicourt
- Liste du patrimoine immobilier classé de Saint-Georges-sur-Meuse
- Liste du patrimoine immobilier classé de Saint-Nicolas
- Liste du patrimoine immobilier classé de Saint-Vith
- Liste du patrimoine immobilier classé de Seraing
- Liste du patrimoine immobilier classé de Soumagne
- Liste du patrimoine immobilier classé de Spa
- Liste du patrimoine immobilier classé de Sprimont
- Liste du patrimoine immobilier classé de Stavelot
- Liste du patrimoine immobilier classé de Stoumont
- Liste du patrimoine immobilier classé de Theux
- Liste du patrimoine immobilier classé de Thimister-Clermont
- Liste du patrimoine immobilier classé de Tinlot
- Liste du patrimoine immobilier classé de Trois-Ponts
- Liste du patrimoine immobilier classé de Trooz
- Liste du patrimoine immobilier classé de Verlaine
- Liste du patrimoine immobilier classé de Verviers
- Liste du patrimoine immobilier classé de Villers-le-Bouillet
- Liste du patrimoine immobilier classé de Visé
- Liste du patrimoine immobilier classé de Waimes
- Liste du patrimoine immobilier classé de Wanze
- Liste du patrimoine immobilier classé de Waremme
- Liste du patrimoine immobilier classé de Wasseiges
- Liste du patrimoine immobilier classé de Welkenraedt